# Vini
Vini este un gen de păsări din familia Psittaculidae care sunt endemice insulelor din Pacificul tropical. Există unsprezece specii existente ale acestor lorikete mici, care se întind din arhipelagul Bismark până în Fiji, Samoa, Polinezia Franceză și până la est de insula Henderson. Toți membrii genului au un penaj luminos excepțional, în special albastrul neobișnuit al loriketei albastre și al loriketei ultramarine.

## Taxonomie
Genul Vini a fost introdus în 1833 de naturalistul francez René Lesson pentru loriketa lui Kuhl. Numele genului este cuvântul tahitian pentru o pasăre locală.
Acest gen includea anterior doar loriketele cu creștet albastru, ultramarine, ale lui Stephen, ale lui Kuhl și albastre (precum și loriketele dispărute ale lui Sinoto și cucerite); loriketa cu guler a fost anterior plasată în genul monotipic Phigys, iar celelalte cinci specii au fost plasate în Charmosyna. Un studiu filogenetic molecular al loriketelor publicat în 2020 a condus la revizuirea limitelor generice.

### Specii
Genul conține 11 specii:
- Vini meeki
- Vini rubrigularis
- Vini palmarum
- Vini amabilis
- Vini diadema
- Vini solitaria – loriket cu guler
- Vini australis – loriket cu creștet albastru
- Vini ultramarina – loriket ultramarin
- Vini stepheni – loriketul lui Stephen
- Vini kuhlii – loriketul lui Kuhl
- Vini peruviana – loriket albastru

## Galerie

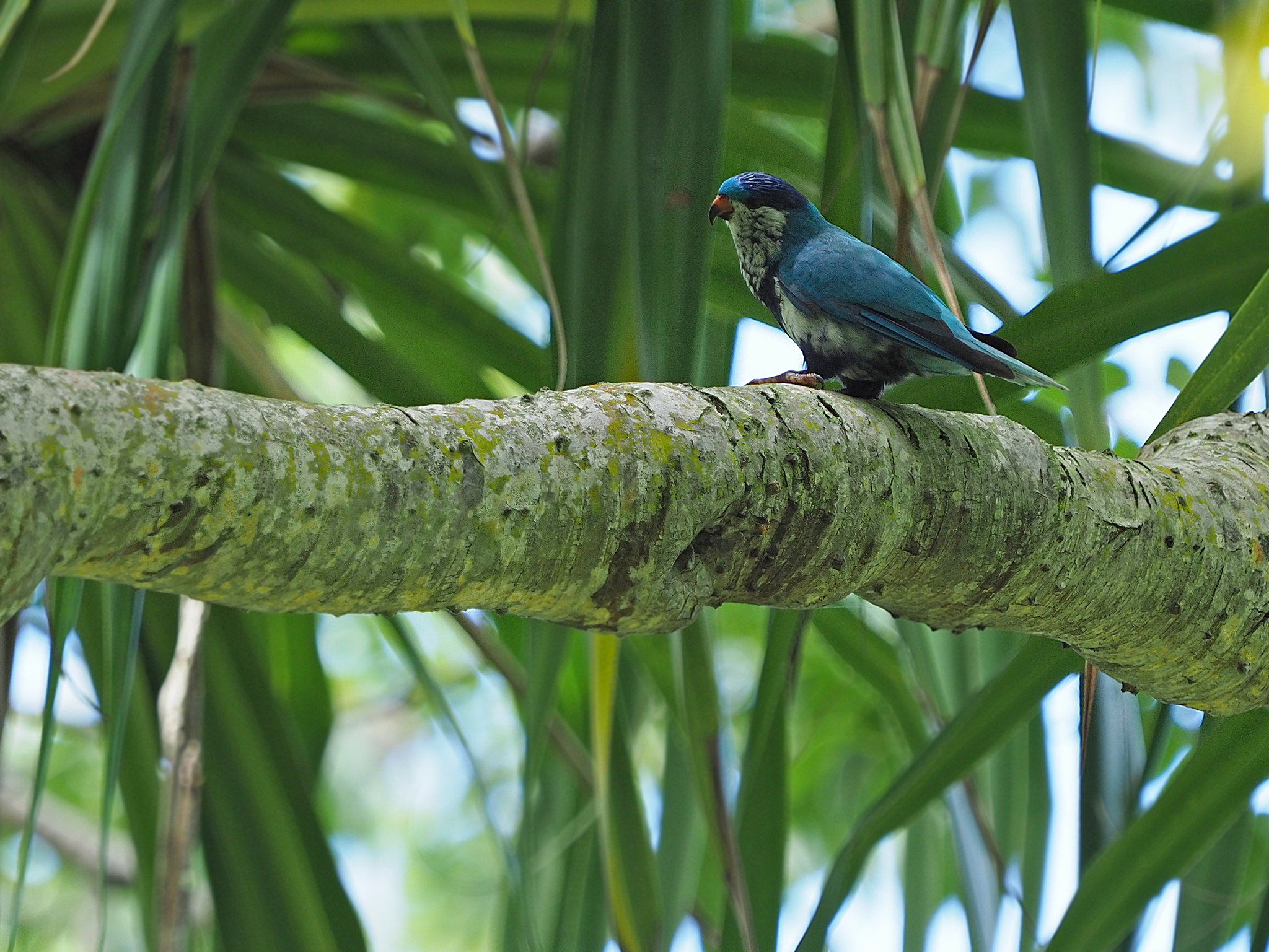
Loriket ultramarin
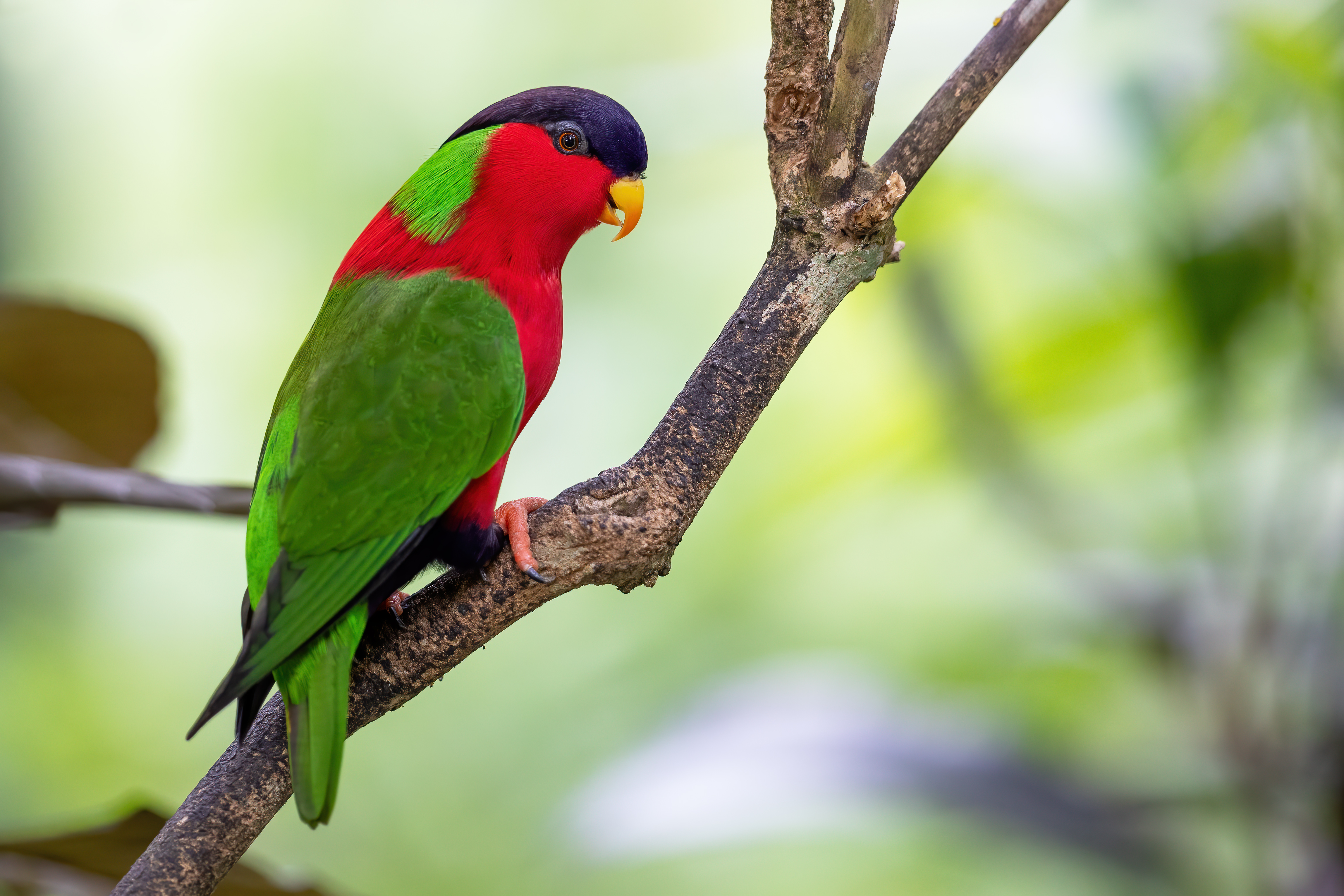
Loriket cu guler
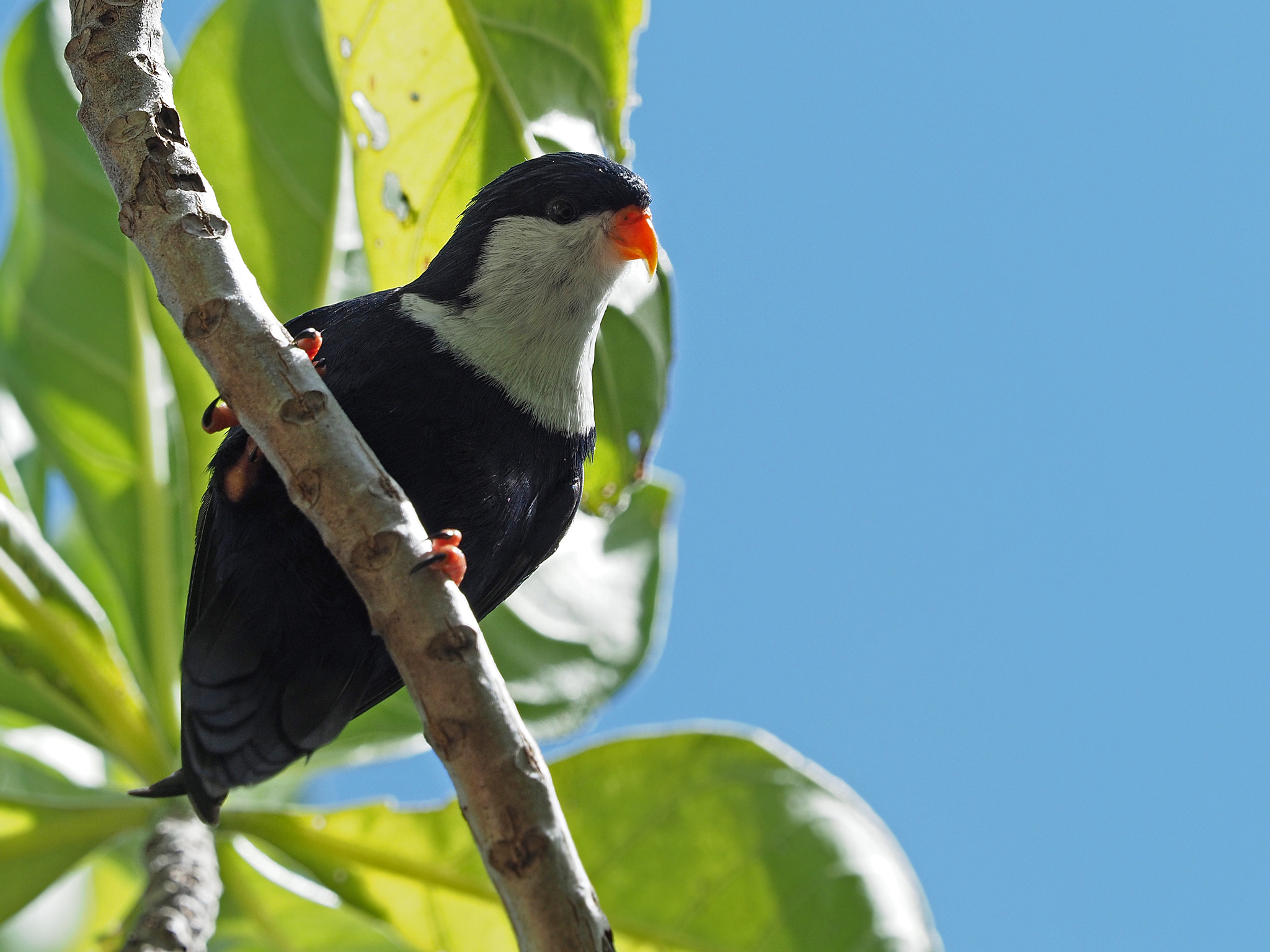
Loriket albastru